# 余育生
余育生（1918年1月—1955年4月18日），廣東省梅縣人，中國共產黨員，台灣省氣象局雇員，因堂弟余海晏自首受牽連被判處死刑，1955年4月8日槍決於安坑刑場。

## 生平
余育生，1918年生於廣東省梅縣，1938年與堂弟余海晏加入共產黨，並在生活書店與民報報社擔任記者工作，由於報社遭到查抄離縣與共黨失去聯繫，直到1947年在福州與中共福建省委城市工作委員會取得聯繫後，持續發展組織，吸收林在壽、洪金育加入組織，並接受中共特訓。1947年5月，謝孟存、陳實由林在壽介紹加入共產黨，1948年2月洪金育吸收江石蓀。余育生、謝孟存等人於1948年10月前後來台潛伏。
1950年余育生透過福建同鄉倪師壇介紹進入《公論報》擔任記者工作，之後進入台灣省氣象局工作。
1953年11月間，余海晏當時服務於台南山林管理所嘉義分所股長，由於曾偽造福建清流縣教育科科員等證明，向內政部調查局自首叛亂部分罪名，調查局以其自首不誠為由拘提審訊，余海晏提請自新，於是將余育生、謝孟存、陳實、江石蓀、黎達、陳定昌、鄭新忠供出。
1954年9月全案偵結審判，余海晏自新受感化教育2年，余育生被判處死刑，1955年4月8日槍決於安坑刑場。由於倪師壇曾經介紹余育生進入公論報，被保密局以知匪不報持續偵查，最終以黃爾尊案中，新生報董事會秘書徐瀚波曾加入共黨並告知倪師壇共黨身分，倪師壇已知匪不報遭判刑六年。

## 紀念
2013年10月 北京西山國家森林公園的無名英雄廣場上立有無名英雄紀念碑，為紀念來台灣在1950年代被處決「隱避戰線烈士」而設立，余育生銘刻於紀念碑上，為中共國家安全部追認之中華人民共和國烈士。

## 平反
2019年2月27日，促進轉型正義委員會第三批平反，依據促轉會第16次、第18次、第19次委員會議決議，撤銷受難者黃頂君等1050人之刑事有罪判決暨其刑，其中(43)審三字第 95 號，有關余育生意圖以非法之方法顛覆政府而著手實行之有罪判決暨其刑及沒收之宣告正式撤銷。